# Aaron Johnson (cestista 1988)
Aaron Westley Johnson (Chicago, 27 ottobre 1988) è un ex cestista statunitense, che giocava come playmaker.

## Carriera
Dopo non essere stato selezionato da alcuna squadra al draft NBA del 2011, oltrepassa l'oceano e viene ingaggiato dalla Domotecnica Ostuni. Sotto la guida dell'allenatore Franco Marcelletti Johnson gioca una stagione mantenendo 14,1 punti 2,6 rimbalzi e 4,6 assist di media a partita nella regular season. Ai playoff segna 22,3 punti di media ma non riesce ad evitare l'eliminazione della propria squadra contro la New Basket Brindisi, poi promossa in Serie A.
Nel luglio del 2012 viene acquistato dalla Vanoli Cremona con contratto annuale. Al termine della stagione italiana torna negli Stati Uniti in NBA D-League, vestendo la maglia dei Bakersfield Jam, e nel gennaio 2014 viene ingaggiato dalla Reyer Venezia Mestre con un contratto fino alla fine della stagione.
Nell'estate 2014 Johnson firma un contratto annuale con i finlandesi dei Nilan Bisons, squadra militante in VTB League

## Palmarès

### Squadra
- Lega Lettone-Estone: 1

Ventspils: 2018-19

### Individuale
- Conference USA Men's Basketball Player of the Year (2011)